# So Yokoku
So Yokoku (蘇耀国; 11 settembre 1979) è un goista cinese, professionista per la giapponese Nihon Ki-in.

## Biografia
Nato e cresciuto in Cina, imparò il Go fin da bambino e nel 1991 si trasferì in Giappone con l'intento di diventare un professionista. Il motivo del trasferimento è dovuto principalmente alle maggiori prospettive di carriera in terra nipponica, dove meno persone tentano la via del professionismo e i premi in denaro sono più elevati.
Nel 1994 riuscì a diventare un professionista e lo stesso anno conseguì abbastanza vittorie per essere promosso al 2º dan. Ha raggiunto il massimo grado di 9° dan nel 2014, in carriera si è aggiudicato due titoli. Tuttavia per tutti i primi anni 2000 e 2010 è stato una presenza fissa nelle fasi finali di tutti i principali tornei.

## Palmares
| Titolo                    | Vittorie | Finali   |
| ------------------------- | -------- | -------- |
| Shinjin-O                 | 1 (2003) |          |
| Torneo Taiwan-Nihon Ki-in | 1 (2008) |          |
| NEC Shun-Ei               |          | 1 (1999) |
| Totale                    | 2        | 1        |